# Euthalia pardalis
Euthalia pardalis är en fjärilsart som beskrevs av Moore 1878. Euthalia pardalis ingår i släktet Euthalia och familjen praktfjärilar. Inga underarter finns listade i Catalogue of Life.